# Kupinovo (Danilovgrad)
Pour les articles homonymes, voir Kupinovo (homonymie).
Kupinovo (en serbe cyrillique : Купиново) est un village du centre du Monténégro, dans la municipalité de Danilovgrad.

## Démographie

### Évolution historique de la population
| 1948 | 1953 | 1961 | 1971 | 1981 | 1991 | 2003 |
| ---- | ---- | ---- | ---- | ---- | ---- | ---- |
| 108  | 110  | 102  | 76   | 47   | 28   | 49   |